# Швенченеляйское староство
Швенченеляйское староство (лит. Švenčionėlių seniūnija) — административно-территориальная единица в составе Швенчёнского района Литвы. Административный центр — город Швенчёнеляй. Площадь территории староства — 239 км².

## Состав староства

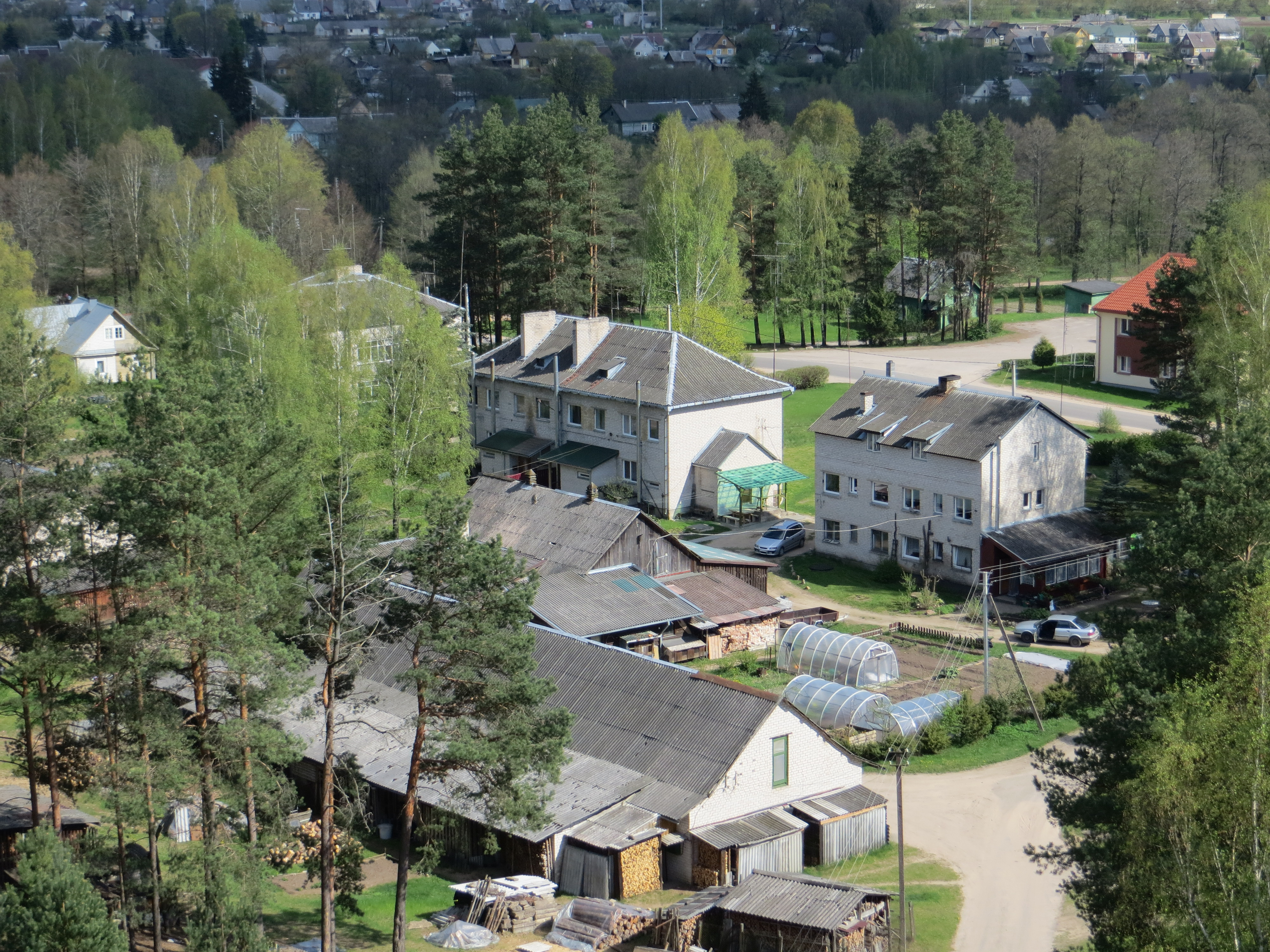
Вид на село Платумай

В состав староства входят следующие населённые пункты: Акменишкяй, Антаксам, Антавеша, Аргирдишке, Аугуставас, Бяржине, Биржишкес, Бурбос, Дарайчяй, Делине, Дотяненай, Друстенай, Гарнис, Грамацкай, Юкишке, Юодишкис, Юодинас, Юодунелис, Юшиай, Юстинишке, Кампининай, Киртикай, Кретуонеле, Кретуонис, Курнишке, Квядяришке, Лаймишке, Ламанина, Лигумай, Любишке, Мёженеляй, Молинишке, Мурмос, Науйи-Шаминяй, Науя-Пашамине, Новосиолкос, Паяуре, Пакамша, Пакапе, Пакретуоне, Памурме,  Пашалтупис, Пашвентис (Pašventys), Павершмис (Paversmis), Пемпелка, Первинишкис, Филипяй, Платумай, Плиаюшкес 1-й (Pliauškės), Плиаюшкес 2-й, Пошюнишке, Раудоне, Рекучай, Ряшкутенай, Руджёнис, Рутовчизна, Сантака, Пашамине, Сянадварис, Шени Шаминяй (Seni Šaminiai), Статкушке, Сутре, Шешкушке 1, Шешкушке 2, Толейкос, Трудай, Ужуклонис (Užuklonis), Вайчюкишке 1, Вайчюкишке 2, Ваюкишке, Вейине, Вилкастастис (Vilkaslastis), Виталина.